# Лапушница
Лапушница (в современной Молдавии Лэпушна, ранее Лапушна) — река в Молдавии, левый приток реки Прут (бассейн реки Дунай).

## Описание
Исток расположен на слиянии трёх балок на высоте 305 метров над уровнем моря, в 1,5 километрах на северо-восток от села Вэрзэрешть Ниспоренского района.
Устье на 239 километре по левому берегу от устья реки Прут, в одном километре на северо-запад от села Токиле-Рэдукань Леовского района на высоте 19 м над уровнем моря.
Длина реки 74,3 километра со средним уклоном 3,85 ‰. Уклон распределён неравномерно: на первых 5,75 километрах он равен 29,4 ‰, а на 6,5 километрах вблизи устья лишь 0,45 ‰.
Бассейн реки граничит с бассейнами рек:
- на северо-западе и севере с бассейном реки Бык;
- на востоке с бассейном реки Когыльник;
- на юго-востоке с бассейном реки Сэрата[рум.];
- на юге с бассейном реки Сырма;
- на западе и юго-западе с балкой Калмацуй и рекой Нырнова[рум.].

Водосбор реки вытянут с севера на юг между Центрально-Молдавской возвышенностью и Буджакской степью. Верхняя его часть водосбора длиной 17 км расположена на юге лесистого района Кодры, леса занимают 61 км² (12,6 % площади водосбора). Вверх по реке от села Мырзоая лиственные леса и редкий кустарник встречаются также на склонах долины.
Средняя высота водосбора 160 метров над уровнем моря, средний уклон 112 ‰, длина водосбора 59 километров, средняя ширина 8,2 километра. Площадь водосбора — 484 км², почти симметрично поделена между правобережной (211 км²) и левобережной (273 км²) частями.
Территория бассейна подостлана осадочными породами неогена, изрезана глубокими балками, оврагами и долинами. Почвы бассейна в долинах луговые и солончаковые, в других местах серые и бурые лесные и дерново-подзолистые.
Долина реки имеет V-образный профиль, слабо извилистая. Большей частью её ширина составляет 2-3 километра, достигая 6 км в районе села Минжир и уменьшаясь до 1,3 километра около села Кристешть. Выпуклые крутые и умеренно крутые склоны высотой от 80 до 120 метров распаханы, частично заняты под садоводство и виноградарство. Наибольшая высота склона — 233 м на правом берегу около села Пашкань; наименьшая высота в 2 километрах ниже по реке от села Войнеску составляет 51 метр.
Двусторонняя пойма имеет ширину от 100 до 350 метров, расширяется ниже села Лапушна до 570 м. Суглинистые грунты образуют ровнуя луговуя поверхность поймы. На площадях бывших водохранилищ пойма заросла камышом, вблизи населённых пунктов распахана или используется для выпаса скота.
Неразветвлённое русло шириной от 2 до 5 метров умеренно извилисто, устойчиво. На протяжении 5 километров от устья река течёт в канале; на протяжении 1-2 километров в районе сёл Лапушна, Кэрпинень и Минжир русло окружено искусственными валами высотой от 0,5 до 0,7 метра, дно углублено до 1,0-1,5 метра (до 2 метров у села Сэрата-Рэзешь), и расширено до 6 м (до 10 метров в полукилометре выше села Кэрпинень).
Дно песчано-илистое, обрывистые суглинистые берега имеют высоту от 0,4 до 1,0 метра сложены суглинками, на бровках дёрн и, выше села Юрчень, кустарник (вербы).
В нижней части реки средняя глубина составляет 0,3 м; скорость течения 0,11 м/с.

## Притоки
Хорошо развитая речная сеть имеет общую длину 351,2 км (включая саму реку Лэпушна, 55 малых рек, оврагов и балок) и густоту 0,73 км/км².
- ручей Хоржешть (левый приток, длина 15,8 км)
- безымянная балка (левый приток, длина 12,5 км)

53 притока длиной менее 10 км каждый имеют суммарную длину 251,6 км.

## Гидрологическая изученность
В 1944—1951 годах гидрометеорологическая служба Молдавской ССР проводила измерения на водомерном посту у села Победа (ныне Войнеску).
В 1988—1990 годах эпизодически проводились замеры расхода воды около сёл Бэлчана, Кэрпинень и Сэрата-Рэзешь (инженер И. Н. Беспалов, экспедиция института водных проблем Молдавии).
После распада СССР, расход воды замерялся Государственной гидрометеорологической службой Республики Молдова в ноябре 2004 года (у сёл Лапушна, Бэлчана, Негря, Войнеску) и в июне 2005 года (у сёл Пашкань, Негря, Сэрата-Рэзешь).

## Гидрологический режим
Уровень воды в районе устья изменяется от 3,02 м до нуля (летом 1946 года река пересохла на 53 дня). Расход воды в отсутствие осадков убывает к устью и также иногда достигает нуля. Среднегодовой сток — 12,8 млн м³.
В половодье уровень может подниматься на 2,5—3,02 метра. В августе 1994 года вследствие катастрофического ливня (свыше 200 мм/сутки) образовалась прорывная волна до 5 метров высотой, переполнившая Минджирское водохранилище и его водосброс с пропускной способностью 110 м³/с.

## Гидротехнические сооружения
На реке расположены 13 действующих и бывших прудов и водохранилищ. В результате ливня в августе 1994 года все пруды и водохранилища, кроме Минжирского, были разрушены. По состоянию на 2005 год, часть прудов восстановлена, были также построены новые пруды. Кэрпиненское водохранилище не восстанавливалось.
На 23. 06. 2005 года суммарная площадь поверхности прудов и водохранилищ составила 445,9 га, общий объём 16,45 млн м³, регулирующий объём воды 5,35 млн м³, коэффициент зарегулированности годового стока — 0,42.

## Качество воды
Институтом водных проблем Молдавии изучал гидрохимию реки в 1988—1990 годах у сёл Болцун, Кэрпинень, Сэрата-Рэзешь.
Состав воды в реке неоднороден:
- в верховьях реки (Болцун) — гидрокарбонатные воды группы магния второго типа, с минерализацией 1069 мг/литр и жёсткостью 12,4 мг-экв./литр;
- в средней части реки минерализация достигает 1647 мг/литр, а жёсткость 17,8 ммоль/литр, воды принадлежат к сульфатным или гидрокарбонатно-сульфатным группы магния второго типа;
- в устье (Сэрата-Рэзешь) воды сульфатно-натриевые второго типа, минерализация 1915 мг/литр.

В период половодий минерализация и общая жёсткость уменьшаются.

## Водоиспользование
Воды реки используются для рыбоводства, водопоя скота, отдыха и условно для орошения (возможен полив небольшими порциями). Ранее Кэрпиненское и Минжирское водохранилища использовались для орошения, но после августовского ливня 1994 года орошение из Минжирского водохранилища не производится, а Кэрпиненское водохранилище разрушено.
На 2005 год, лишь около 50 % естественного стока доходит до устья.